# Architecture mudéjare d'Aragon
L'architecture mudéjare d'Aragon est un style architectural de style mudéjar centré en Aragon, en Espagne, et qui est reconnu par certains bâtiments représentatifs comme un bien de la liste du patrimoine mondial de l'Unesco.
La chronologie du style mudéjar aragonais s'étend du XIIe siècle au XVIIe siècle. Ce style est notable dans plus d'une centaine de monuments architecturaux, principalement situés dans les vallées de l'Èbre, de Jalón et de Jiloca. Dans ces lieux, il y avait une importante population de religion musulmane influente, bien que beaucoup d'entre eux étaient nominalement chrétien, reliquat de l'al-Andalus. Il s'agit donc du « fruit de conditions politiques, sociales et culturelles particulières à l'Espagne d'après la Reconquête ».